# No Loan Again, Naturally
No Loan Again, Naturally, titulado No más préstamos en Hispanoamérica y Sin crédito de nuevo, naturalmente en España es un episodio perteneciente a la vigésima temporada de la serie de televisión de dibujos animados Los Simpson, estrenado el 8 de marzo de 2009 en Estados Unidos y el 5 de julio de 2009 en Hispanoamérica. El episodio fue escrito por Jeff Westbrook y dirigido por Mark Kirkland. Maurice LaMarche fue la estrella invitada. En el episodio, la familia Simpson pierde su casa, por lo que Ned Flanders la compra y deja que la familia viva allí a cambio de una renta.

## Sinopsis
Los Simpson ofrecen una fiesta de Mardi Gras, invitando a la mayor parte de la ciudad. Marge le pide a Homer que invite a Ned Flanders, a lo cual accede a regañadientes. Cuando limpian los restos de la fiesta a la mañana siguiente, Lenny pregunta cómo habían logrado pagarlo todo. Homer confiesa que había tomado dinero mediante una hipoteca; luego, va con Marge a visitar a su agente de préstamos después de recibir una carta, y descubren que su hipoteca había aumentado drásticamente debido a la ineptitud de Homer. 
La casa de los Simpson va a subasta y después de ver el sufrimiento por el que pasa la familia, Ned Flanders supera la oferta del Sr. Burns, comprando la casa por 101.000$ y ofreciéndosela luego a los Simpson a cambio de una renta. La familia le agradece a Ned con una canción y una pequeña celebración, cuando Marge se da cuenta de que la llave de agua gotea. Ned se ofrece a arreglarla, ya que es el nuevo casero y las reparaciones son su responsabilidad, junto con otros artefactos que es obligado a reparar. Sin embargo, Flanders se cansa pronto de las frecuentes llamadas para que solucionase algo.
Los Simpson deciden ir a los medios y quejarse sobre su nuevo casero, provocando la furia de Ned. Éste les dice que deberían irse a fin de mes. Los Simpson intentan hacer muchas cosas para evadir el desalojo, pero no tienen éxito y regresan a su casa después de una caminata para encontrar otro lugar para vivir. La familia pasa la noche en el refugio local para vagabundos, preguntándose qué harían para volver a la normalidad.
Flanders entrevista a una pareja de inquilinos potenciales cuando ve una fotografía de la celebración que habían ofrecido los Simpson y recuerda su felicidad y su admiración. Dándose cuenta de que debería permitirles regresar, se deshace de la pareja y la familia regresa a su hogar.